# Луиза де Гусман
Луи́за де Гусма́н (порт. Luisa de Gusmão; 13 октября 1613, Санлукар-де-Баррамеда — 6 ноября 1666, Лиссабон) — королева-консорт Португалии в 1640—1656 годах, происходившая из знатного испанского рода Гусманов.

## Биография
Луиза де Гусман родилась в семье восьмого герцога де Медина-Сидония и его супруги Хуаны Лоренсы Гомес де Сандоваль и ла Серда. Со стороны отца её дедом был командующий Непобедимой армады, а со стороны матери — всемогущий в то время герцог Лерма, в свою очередь, происходивший от св. Франсиско Борджа и от папы-отравителя Александра VI.
В 1633 году граф-герцог Оливарес устроил брак Луизы с Жуаном, восьмым герцогом Браганским. В 1640 году, после успешного восстания португальцев против власти Испании, в 1580 году подчинившей их страну, герцог Жуан провозглашается под именем Жуана IV королём Португалии, и Луиза де Гусман становится королевой.
После смерти мужа, когда наследнику престола, Афонсу VI, исполнилось лишь 14 лет, королева оставалась у власти, будучи регентом королевства при своём малолетнем сыне.
Луиза была матерью семерых детей, в том числе двух португальских королей, Афонсу VI и Педру II. Дочь её, Катарина-Генриетта, стала королевой Англии и Шотландии (супругой английского короля Карла II). Старший сын Луизы, инфант Теодозио, принц Бразильский, скончался в возрасте 19 лет (1634—1653).

## Дети
- Теодозио (1634—1653) — первый принц Бразильский
- Анна (1635)
- Жуана (1635–1653)
- Екатерина (1638—1705) — супруга короля Англии Карла II.
- Мануэл (1640)
- Афонсу VI (1643—1683)
- Педру II (1648—1706)